# Xiushui, Guangdong
Xiushui är en köping i sydöstra Kina. Den ligger i Lechang i staden Shaoguan i provinsen Guangdong, omkring 230 kilometer norr om provinshuvudstaden Guangzhou. Antalet invånare är 12 137. Befolkningen består av 6 083 kvinnor och 6 054 män. Barn under 15 år utgör 30 %, vuxna 15-64 år 59 %, och äldre över 65 år 10,0 %.